# El Jacubal
El Jacubal är en ort i Mexiko.   Den ligger i kommunen Ciudad Valles och delstaten San Luis Potosí, i den centrala delen av landet, 270 km norr om huvudstaden Mexico City. El Jacubal ligger 121 meter över havet och antalet invånare är 188.
Terrängen runt El Jacubal är kuperad västerut, men österut är den platt. Terrängen runt El Jacubal sluttar österut. Runt El Jacubal är det ganska tätbefolkat, med 52 invånare per kvadratkilometer. Närmaste större samhälle är Ciudad Valles, 13,5 km nordost om El Jacubal. Omgivningarna runt El Jacubal är en mosaik av jordbruksmark och naturlig växtlighet.